# Административное деление Донецкой губернии на 2 июня 1922 года

## Донецкая губерния. 2 июня 1922 года
Делилась на уезды и волости
- общее число уездов — 9
- в списках волостей на эту дату могут быть неточности
- центр губернии — город Бахмут
- упразднены:

1. Гришинский уезд (части вошли в Бахмутский и Юзовский уезды)

- список уездов:

1. Бахмутский
2. Дебальцевский
3. Луганский
4. Мариупольский
5. Славянский
6. Старобельский
7. Таганрогский
8. Шахтинский
9. Юзовский

### Бахмутский уезд
- Центр уезда — Бахмут
- вновь созданы (или вошли в состав):

1. Архангельская волость (из Гришинского уезда)
2. Гришинская волость (из Гришинского уезда)
3. Гродовская волость (из Гришинского уезда)
4. Криворожская волость (из Гришинского уезда)
5. Луганская волость (из Дебальцевского уезда)
6. Ново-Экономическая волость (из Гришинского уезда)
7. Святогорская волость (из Гришинского уезда)
8. Селидовская волость (из Гришинского уезда)
9. Сергеевская волость (из Гришинского уезда)

- Щербиновская волость (из Дебальцевского уезда)
- Список волостей:

1. Архангельская
2. Бахмутская
3. Боровая
4. Боровенская
5. Верхнянская
6. Голубовско-Михайловская
7. Горско-Ивановская
8. Гришинская
9. Гродовская
10. Звановская
11. Камышевахская
12. Кременная
13. Криворожская
14. Лисичанская
15. Луганская
16. Муратовская
17. Нижнянская
18. Николаевская
19. Ново-Экономическая
20. Покровская
21. Сантуриновская
22. Святогорская
23. Селидовская
24. Селяновская (Смоляниновская)
25. Сергеевская
26. Терновская
27. Щербиновская

### Дебальцевский уезд
- Центр уезда — Дебальцево
- города: Дебальцево, Енакиево, Горловка, Красный Луч
- вновь созданы (либо вошли в состав):

1. Андреевская волость (из Боково-Хрустальненского уезда)
2. Боково-Платоновская волость (из Боково-Хрустальненского уезда)
3. Грабовская волость (из Боково-Хрустальненского уезда)
4. Дмитриевская волость (из Боково-Хрустальненского уезда)
5. Зуевская волость (из Юзовского уезда)
6. Есауловская волость (из Боково-Хрустальненского уезда)
7. Ивановская волость (из Боково-Хрустальненского уезда)
8. Картушинская волость (из Боково-Хрустальненского уезда)
9. Краснокутская волость (из Боково-Хрустальненского уезда)
10. Крындачёвская волость (из Боково-Хрустальненского уезда)
11. Ново-Павловская волость (из Боково-Хрустальненского уезда)
12. Петро-Красносельская волость (из Боково-Хрустальненского уезда)
13. Петропавловская волость (из Боково-Хрустальненского уезда)
14. Ребриковская волость (из Боково-Хрустальненского уезда)
15. Скотоватская волость
16. Степановская волость (из Боково-Хрустальненского уезда)
17. Троицко-Харцызская волость (из Юзовского уезда)
18. Фащевская волость (из Боково-Хрустальненского уезда)
19. Хрустальская волость
20. Чистяковская волость (из Боково-Хрустальненского уезда)
21. Штеровская волость (из Боково-Хрустальненского уезда)
22. Ясиноватская волость (из Юзовского уезда)

- упразднены (или вышли из состава):

1. Луганская волость (в Бахмутский уезд)
2. Щербиновская волость (в Бахмутский уезд)

- переименованы:

1. Государево-Байракская волость в Байракскую волость

- Список волостей:

1. Алексеево-Орловская
2. Андреевская
3. Байракская
4. Боково-Платоновская («Боково-Платовская»)
5. Грабовская
6. Дмитриевская
7. Еленовская
8. Есауловская
9. Железнянская
10. Зайцевская
11. Зуевская
12. Ивановская
13. Картушинская
14. Корсунская
15. Краснокутская
16. Крындачёвская (Красный Луч)
17. Ново-Павловская
18. Ольховатская
19. Петрово-Красносельская
20. Петропавловская
21. Ребриковская
22. Скотоватская
23. Степановская
24. Троицко-Харцызская
25. Фащевская
26. Хрустальская
27. Чернухинская
28. Чистяковская
29. Штеровская
30. Ясиноватская

### Луганский уезд
- Центр уезда — город Луганск
- Список волостей:

1. Андрианопольская
2. Александровская
3. Анненская
4. Беловская
5. Больше-Черниговская
6. Васильевская
7. Вергунская
8. Веселогорская
9. Георгиевская
10. Городищенская
11. Гундоровская
12. Давидо-Николаевская (Давидо-Никольская)
13. Еленовская
14. Желтянская
15. Иллирийская
16. Калиновская
17. Каменно-Бродская
18. Криничанско-Николаевская
19. Крымская
20. Лозово-Павловская
21. Луганская
22. Макаро-Яровская
23. Мало-Ивановская
24. Михайловская
25. Николаевская
26. Ново-Александровская
27. Ново-Светаевская
28. Ольховская (Ореховская)
29. Первозвановская
30. Петро-Голенищевская
31. Петропавловская
32. Сентяновская
33. Славяносербская
34. Сокольницкая
35. Сорокинская
36. Старо-Айдарская
37. Трёхизбенская
38. Троицкая
39. Успенская
40. Хорошинская
41. Церковенская
42. Черкасская

### Мариупольский уезд
- Центр уезд — город Мариуполь
- Список волостей:

1. Александро-Невская
2. Анадольская
3. Апостоловская
4. Архангельская
5. Богославская
6. Дмитриевская
7. Затишненская
8. Захарьевская
9. Зеленопольская
10. Златоустовская
11. Игнатьевская
12. Каранская
13. Крестовская
14. Ласпинская
15. Мало-Янисольская
16. Мангушская
17. Мариупольский Порт
18. Николаевская (Никольская)
19. Ново-Алексеевская
20. Ново-Игнатьевская
21. Ново-Каракубская
22. Ново-Каранская
23. Ново-Петриковская
24. Ново-Спасовская
25. Ново-Успенская
26. Павловская (Павлопольская)
27. Петропавловская
28. Покровская
29. Романовская
30. Сартанская
31. Святодуховская
32. Сретенская
33. Старо-Дубовская
34. Старо-Крымская
35. Талаковская
36. Темрюкская
37. Урзуфская
38. Фёдоровская
39. Чердаклыцкая
40. Чермалыкская
41. Ялтинская

### Славянский уезд
- Центр уезда — город Славянск
- Список волостей:

1. Александровская
2. Белянская
3. Богородичанская
4. Боровенская (Боровеньская)
5. Гавриловская
6. Даниловская
7. пос. Дружковский (пос. Дружковка)
8. Закотнянская
9. Золотоколодезная
10. Курульская
11. Лиманская
12. Михайловская
13. Некременская
14. Николаевская
15. Никольская
16. Прелестненская
17. Сергеевская
18. Славянская
19. Черкасская
20. Шандриголовская

#### Старобельский уезд
- Центр уезда — город Старобельск
- Список волостей:

1. Александровская
2. Алексеевская
3. Барановская (Бараниковская)
4. Беловодская
5. Белокуракинская
6. Белолуцкая
7. Воеводская
8. Городищенская
9. Евсугская
10. Зориковская
11. Каменская
12. Колядовская
13. Кризская
14. Курячевская
15. Литвиновская
16. Мариновская (Марковская)
17. Мостки
18. Никольская
19. Ново-Айдарская
20. Ново-Астраханская
21. Ново-Белянская
22. Ново-Боровская
23. Ново-Россошанская
24. Осиновская
25. Павловская
26. Пантюхиновская
27. Пески
28. Просяновская
29. Старобельская
30. Стрельцовская
31. Танюшевская
32. Тимоновская
33. Штормовская
34. Шульгиновская

### Таганрогский уезд
- Центр уезда — город Таганрог
- вновь созданы (или вошли в состав):

1. Бобриковская волость (из Боково-Хрустальненского уезда)
2. Голодаевская волость (из Боково-Хрустальненского уезда)
3. Дьяковская волость (из Боково-Хрустальненского уезда)
4. Каменно-Тузловская волость (из Боково-Хрустальненского уезда)
5. Лысогорская волость (из Боково-Хрустальненского уезда)
6. Мариновская волость (из Боково-Хрустальненского уезда)
7. Миллеровская волость (из Боково-Хрустальненского уезда)

- Список волостей:

1. Аграфеновская
2. Александровская
3. Алексеевская
4. Амвросиевская
5. Анастасиевская
6. Артёмовская
7. Белояровская
8. Бобриковская
9. Больше-Кирсановская
10. Больше-Крепинская
11. Большемешковская
12. Вареновская
13. Васильевская
14. Веселовознесенская
15. Генеральский Мост
16. Голодаевская
17. Дьяковская
18. Екатерининская
19. Елизавето-Николаевская
20. Ефремовская
21. Каменно-Тузловская
22. Каршено-Анненская
23. Коньковская
24. Лакедемоновская
25. Латоновская
26. Лысогорская
27. Мало-Кирсановская
28. Мариновская
29. Матвеево-Курганская
30. Миллеровская
31. Милости-Куракинская
32. Мокро-Еланчикская
33. Мыс-Добронадеждинская
34. Николаевская
35. Ново-Николаевская
36. Носовская
37. Петровская
38. Покрово-Киреевская
39. Покровская
40. Преображенская
41. Ряженская
42. Сарматская
43. Советинская
44. Троицкая
45. Успенская
46. Фёдоровская
47. Хрещатинская

### Шахтинский уезд
- Центр уезда — Александро-Грушевск
- вновь созданы (или вошли в состав):

1. Александровская волость (из Боково-Хрустальненского уезда)
2. Дарьевская волость (из Боково-Хрустальненского уезда)
3. Каменская волость (из Боково-Хрустальненского уезда)
4. Краснянская волость (из Боково-Хрустальненского уезда)
5. Нагольно-Тарасовская волость (из Боково-Хрустальненского уезда)
6. Павловская волость (из Боково-Хрустальненского уезда)
7. Ровенецкая волость (из Боково-Хрустальненского уезда)
8. Тарасовская волость (из Боково-Хрустальненского уезда)
9. Угненская волость (из Боково-Хрустальненского уезда)
10. Шараповская волость (из Боково-Хрустальненского уезда)

- Список волостей:

1. Александровская
2. Астаховская
3. Больше-Фёдоровская
4. Бондаревская
5. Верхнее-Кундрюченская
6. Волчанская
7. Глубокинская
8. Голово-Калитвенская
9. Дарьевская
10. Екатерининская
11. Исаево-Крепинская
12. Калитвенская
13. Каменская
14. Карпово-Обрывская
15. Краснянская
16. Лиховская
17. Нагольно-Тарасовская
18. Павловская
19. Радионово-Несветайская
20. Ровенецкая
21. Сидоро-Кадамовская
22. Сулинская
23. Тарасовская
24. Угненская (Успенская ?)
25. Усть-Белокалитвенская
26. Шараповская

### Юзовский уезд
- Центр уезда — Юзовка
- вновь образованы (или вошли в состав):

1. Андреевская волость (из Гришинского уезда)
2. Богатырская волость (из Гришинского уезда)
3. Богоявленская волость (из Гришинского уезда)
4. Больше-Янисольская волость (из Гришинского уезда)
5. Времьевская волость (из Гришинского уезда)
6. Елизаветовская волость (из Гришинского уезда)
7. Комарская волость (из Гришинского уезда)
8. Константинопольская волость (из Гришинского уезда)
9. Майорская волость (из Гришинского уезда)
10. Никольская волость (из Гришинского уезда)
11. Павловская волость (из Гришинского уезда)
12. Петровская волость (из Гришинского уезда)
13. Старо-Керменчикская волость (из Гришинского уезда)
14. Улаклыцкая волость (из Гришинского уезда)

- упразднены (или вышли из состава):

1. Зуевская волость (в Дебальцевский уезд)
2. Троицко-Харцызская волость (в Дебальцевский уезд)
3. Ясиноватская волость (в Дебальцевский уезд)

- Список волостей:

1. Авдеевская
2. Александрийская
3. Андреевская
4. Бешевская
5. Благодатовская
6. Богатырская
7. Богоявленская
8. Больше-Янисольская
9. Волновахская
10. Времьевская
11. Галициновская
12. Григорьевская
13. Грузско-Ломовская
14. Еленовская
15. Елизаветовская
16. Ивановская
17. Калино-Зеленопольская
18. Каракубская
19. Комарская
20. Константинопольская
21. Красногоровская
22. Майорская
23. Макеевская
24. Марьинская
25. Михайловская
26. Нижне-Крынская
27. Николаевская
28. Никольская
29. Ново-Андреевская
30. Ново-Троицкая
31. Ольгинская
32. Павловская
33. Петровская
34. Платоновская
35. Старо-Керменчикская
36. Старо-Михайловская
37. Степано-Крынская
38. Стыльская
39. Улаклыцкая
40. Харцызская